# Luchthaven Bălți-Leadoveni
Internationale luchthaven Bălți-Leadoveni ((ro)  Aeroportul Internațional Bălți-Leadoveni, (ru)  Международный аэропорт Бельцы-Лядовены), ook Leadoveni genoemd, IATA: BZY, ICAO: LUBL, is de tweede internationale burgerluchthaven van Moldavië en een van de twee belangrijkste luchthavens in Bălţi, die de stad Bălți en het noorden van Moldavië bedient voor civiele passagiers- en vrachtvluchten, lijn- en chartervluchten. Internationale luchthaven Bălţi-Leadoveni werd in 1989 geopend ter vervanging van Luchthaven Bălți-Stad, voornamelijk op internationale routes, en om het luchtverkeer naar Luchthaven Chișinău te vergemakkelijken.
De internationale luchthaven van Bălți werkt 24 uur per dag, 7 dagen per week, het hele jaar door en ligt buiten de stadsgrenzen van Bălți, in Corlăteni, in het Rîșcani (arrondissement), ongeveer 15 km ten noorden van het stadscentrum van Bălți (8 km van de noordgrens van het district “Dacia”, ook bekend als “BAM”), met directe toegang tot de europese weg 583/hoofdweg M5 en de republikeinse weg R12. De ligging van de start- en landingsbaan van de internationale luchthaven van Bălți is de gunstigste ten opzichte van de luchthavens en vliegvelden in de regio (d.w.z. ten opzichte van de luchthaven van Chisinau en de militaire luchtmachtbasis van Marculești), waardoor de internationale luchthaven van Bălţi ononderbroken kan functioneren zonder de lange sluitingen die meerdere dagen kunnen duren op de luchthaven van Chisinau en de militaire luchtmachtbasis van Marculești.
Sinds de opening heeft de luchthaven gediend als een luchtvaartknooppunt voor de Moldavische dochteronderneming van Aeroflot en later voor Air Moldova, en als de belangrijkste basis voor Moldaeroservice. In de geschiedenis van de burgerluchtvaart in Moldavië zijn lijnvluchten met Toepolev Tu-134 vliegtuigen alleen uitgevoerd vanaf Luchthaven Chișinău. De ondergrond van de start- en landingsbaan van internationale luchthaven van Bălţi-Leadoveni is de meest resistente (“A”) in vergelijking met de start- en landingsbanen van de luchthavens in de regio, namelijk de luchthavens van Chisinau, Cahul, Iași en het vliegveld van Mărculești.
De luchthaven is gecertificeerd en open voor passagiers- en vrachtverkeer sinds 1989, toen de betonnen start- en landingsbaan van de nieuwe luchthaven Bălţi Leadoveni operationeel werd. Tot 1993 werden er regelmatige passagiersvluchten uitgevoerd tussen Bălți en 14 steden van de voormalige Sovjet-Unie, met vliegtuigen van het type Antonov An-24, Toepolev Tu-134 en Let L-410 Turbolet. De afgelopen jaren werd de luchthaven voornamelijk gebruikt voor binnenlandse vluchten en af en toe voor internationale vluchten. De luchthaven werd ook gebruikt voor internationale vluchten.
De tweede luchthaven van Bălţi is de eerste historische luchthaven met lijnvluchten, in Bălți - luchthaven Bălţi-Stad, gelegen aan de oostelijke rand van het stadsgebied van Bălți, in de buurt van de wijk “Autogara (busstation)” en werd gebruikt als regionale luchthaven voor luchtreddingsdiensten, landbouw, luchtvaartwerkzaamheden en regionaal vervoer na de ingebruikname van de internationale luchthaven Bălţi-Leadoveni in de laatste jaren van haar bestaan (eind jaren 80).